# Lussan-Adeilhac
Lussan-Adeilhac (okzitanisch Luçan e Adelhac) ist eine französische Gemeinde mit 238 Einwohnern (Stand: 1. Januar 2022) im Département Haute-Garonne und der Region Okzitanien (vor 2016 Midi-Pyrénées). Sie gehört zum  Kanton Cazères. Die Bewohner werden Lulhacois oder Lussannais genannt.

## Geographie
Lussan-Adeilhac liegt etwa 30 Kilometer nordöstlich von Saint-Gaudens. Umgeben wird Lussan-Adeilhac von den Nachbargemeinden Polastron im Norden, Casties-Labrande und Castelnau-Picampeau im Nordosten, Fustignac im Osten, Montégut-Bourjac im Osten und Südosten, Francon im Südosten, Samouillan im Süden, Benque im Südwesten, Peyrissas im Westen sowie Fabas im Nordwesten. Im Südosten reicht das Gemeindegebiet bis an den Fluss Nère.

## Bevölkerungsentwicklung
| Jahr                       | 1962 | 1968 | 1975 | 1982 | 1990 | 1999 | 2009 | 2020 |
| Einwohner                  | 278  | 228  | 230  | 192  | 185  | 191  | 224  | 232  |
| Quellen: Cassini und INSEE |      |      |      |      |      |      |      |      |

## Sehenswürdigkeiten

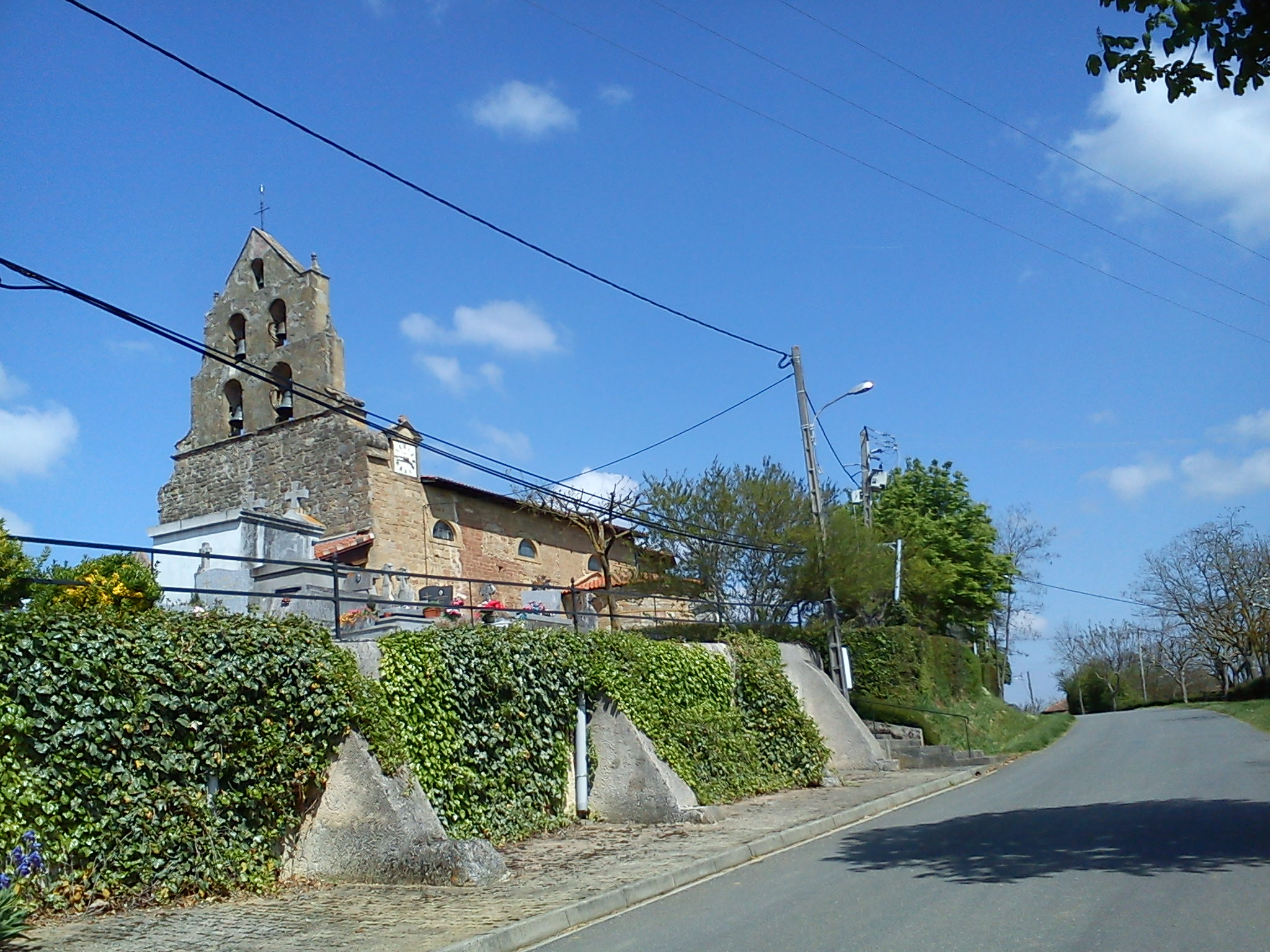
Kirche Saint-Paul

- Kirche Saint-Paul